# Святопетривске
Святопетривске (на украински: Святопетрівське) е село в Киевска област, северна Украйна, единствено селище на Петривски селски съвет в Киево-Святошински район. Населението му е около 2 000 души.
Разположено е на 174 m надморска височина в Днепърската низина, на 16 km югозападно от центъра на Киев и десния бряг на река Днепър. Селището е основано през 1930 година от преселници от близкото село Билогородка.